# 山口厚子
山口 厚子（やまぐち あつこ、1996年〈平成8年〉4月16日 - ）は、日本のモデル である。 福岡県八女市出身、愛称はあっちゃん。ファンネームはA’chuU。

## 来歴
小学6年生の頃に長谷川潤に憧れいつかモデルになりたいと思っていたところ、中学2年生の時に福岡県筑後市のフリーマーケットで、福岡県のアイドルユニットQunQunの候補生としてスカウトされたことがきっかけでエレガントプロモーションに所属し、モデルになるためのレッスンに通うことになった。高校1年生の時に縁があり、モデル事務所カバーガールエンターテインメント（CGE）に移籍  。モデルのウォーキングレッスンに毎週通っていたが、学業優先の学校に在籍していたため積極的に芸能活動は出来なかった。唯一受けた仕事は、福岡ソフトバンクホークスのタカガールデーの時配布されるパンフレットの表紙であった。また高校1年生の時に発行された『九州美少女写真館』の年間ランキングでは100人中15人に選出された。
高校卒業後は東京の短大に進学。
周りで芸能の仕事をしている人もいなく、長女であった責任感から進学するのが普通であり、それが親の望むことだと思っていた。2年生の時に福岡市内の和菓子屋に就職が内定したことで時間に余裕ができたため、自分が東京にいたという証を形に残したいとエキストラ事務所に登録してドラマ・映画・CMのエキストラに参加した。たった15秒のCMでも100人くらいの人が集まって1つのものを作り上げることに感動し、女優がカメラの前で頑張っている姿に感銘を受けて、自分もエキストラではなくキャスティングされる側にいきたいと芸能界への憧れが強くなっていくのを感じたが、想いは胸の中に留め就職する道を選択した。就職していた際に3カ月間妹と2人暮らしをする期間があり、夢を追いかけてキラキラしている妹を近くで見ていると「覚悟も努力もすごいな」と思ったのと同時に「私は何のために仕事をしているんだろう」と悩むようになり、まだ芸能への夢をまだ諦めきれていなかったため妹に相談すると「やりたいことをやったほうがいい」と背中を押してくれたため再び芸能の道に進むことを決意した。
2017年9月、ネクストガールズオーディションに出場。惜しくもグランプリは逃してしまったがファイナリストに残ったことがきっかけで、2017年11月、TWIN PLANETのSATELLITEに所属し、エキストラの仕事を100件以上経験した。2017年ALSOK、2019年ピザハット、ホテル三日月、BMW、佐川急便などのCMや『ザ!世界仰天ニュース』の再現VTR、『ラジエーションハウス』第8話で小児科のナース役としてテレビ出演もした。また、SHOWROOMでは毎日配信を行いながら積極的にSHOWROOM内のイベントに参加し、アイデアル不動産イメージガールや渋谷特大看板広告モデルなどでは1位を獲得し仕事にも繋げた。2019年8月、方向性の違いにより所属事務所の退所を発表した。
2019年3月、事務所の契約解除後は1年間芸能活動ができない規定があったため、この期間で女優になるために芝居のスキルアップがしたいと考え、奈緒が1期生だったポーラスター東京アカデミー  に入学し演技の勉強をした。毎年卒業時に芸能事務所を決めるための卒業オーディションがあるが、不運なことにもこの年はコロナウィルスの流行のために行われることはなかったが夢を諦めることなく、自ら2019年11月4日にYouTubeチャンネル「福岡産のあっちゃん」を開設  。2020年6月11日にTikTokの個人アカウントも開設した。また空いている時間にはモデルの作品撮りも続けた。
2020年8月1日、株式会社LEADに所属し、同年9月9日、『今夜くらべてみました』（日本テレビ系）「踊らずにいられない女」で地上波で初めてゲスト出演し世間から注目浴びることになった。その後も同年9月18日、スポーツブランドであるクラウディオ・パンディアーニのモデルにも起用される他、同年9月24日、『スイモクチャンネル 』（BS-TBS）、同年12月29日、『踊る!さんま御殿!!』（日本テレビ系）「超特大!さんま御殿!!豪華芸能人&今年の顔が大忘年会SP」「今年話題になった人」編にもゲスト出演した。
2021年2月12日、Rin音「April true」のMVでは初めてMV出演しダンサーになる夢を追いかける少女役を演じ、同年2月28日、『バリバリ Monster』(FM FUJI)では初ラジオ出演も果たし、同年3月11日、『ヒロミ・指原の“恋のお世話始めました”』（テレビ朝日系、AmebaTV）では恋愛バラエティ番組に初出演した。また、4月16日より放送のされた『水溜りボンドの青春動画荘』（AmebaTV）（毎週金曜日22時）では初レギュラー出演果たし、同じ夢を持った仲間たちと共同生活を送りながらYouTubeの相方探しに挑戦した。また、同年4月25日より『オレたちゴチャ・まぜっ!〜集まれヤンヤン〜』(MBSラジオ)（毎週土曜日25時30分）にてヤンヤンガールズ13期生に就任しラジオで1年間レギュラー出演。同年5月23日、5月24日に上演された―劇メシ『パセリがすねた』では舞台初出演が決定し連日稽古に励んでいたが、5月21日急性虫垂炎による腹膜炎のため緊急入院することとなり、5月22日降板が発表された。同年6月1日、5月31日付けで所属事務所を退所し、今後は当面の間フリーランスとして活動していくことを発表した。
フリーランス後は、2021年11月20日、ネオ熱海ムービー祭にて上演された、ポーラスター東京アカデミー完全制作映画第1段『いつか来ない未来に』では熱海を舞台にした青春物語で、主役の松山礼央を演じた他、
2021年12月25日より、生まれてから18年過ごした地元の福岡県八女市をロケ地として撮影した、ファースト写真集『福岡産のあっちゃん』のクラウドファンディングを開始。2022年3月14日までの支援期間中に目標金額を大きく上回る2,893,571円の支援が集まり、4月16日には写真集のお渡し会と生誕祭を開催した。また、地元に恩返ししたいという長年の思いが実り、11月1日より、八女市茶のくに親善大使に就任した。
2023年11月4日には、「MUSEE PLATINUM Presents 札幌コレクション2023AUTUMN/WINTER」に出演。モデルを始めた時に、いつかファッションショーのランウェイを歩きたいと掲げていた夢を叶えた。そして2023年11月10日には一般男性と入籍したことを発表した。
2024年4月20日より、セカンド写真集〜上京編〜のクラウドファンディングを開始。7月6日には東京、7月7日には大阪にてお渡し会が開催予定。また、5月1日には韓国コスメブランドMenthology（メントロジー）の日本公式アンバサダーに就任した。

## 人物

### プロフィール
身長は157cm。スリーサイズはB76cm、W55cm、H81cm。靴のサイズは23.5cm。
- 趣味：海外旅行、作品撮り、囲碁、筋トレ、カフェ巡り、スポーツ観戦。
- 特技：ダンス、着物の着付け。
- 好きな色：オレンジ。小学2年生の時に学校の先生から「あっちゃんは笑顔が一番素敵。これからも笑顔を忘れないでね」と言われてから笑顔を一番大切にしており、笑顔＝オレンジのイメージがあるため一番好きな色である[17]。

### 家族
家族は父、母、妹の4人家族である。

幼少期は将来刑事になることを夢見て、家の周りを何周も走っているような活発な子供であった。家族はとても仲が良く、実家で過ごしていた頃は自分の部屋がなかったのもあり皆んなでリビングに集まってテレビを見たり、勉強したり、ご飯を食べていたためいつも会話が絶えなかった。父は月のように家族を温かく見守ってくれ、経済的にも一家の大黒柱で尊敬しており、母は凄く天然で人を笑わせる太陽のような人と慕っている。好きな母の手料理は餃子、生姜焼き、好きな父の手料理は唐揚げである。両親から言われて心に刺さった言葉は、芸能の道で悩んだ時に「厚子には厚子の使命があるから絶対大丈夫」と確信をもって言ってくれたこと。妹はNiziUのリーダーMAKO。５歳年下だが尊敬している。広瀬アリス・広瀬すず姉妹や上白石萌音・上白石萌歌姉妹のようにいつか姉妹で共演するのが2人で掲げている夢である。また、2020年5月よりチワックスのパナちゃんも家族の一員に加わった。
2023年11月10日、一般男性と入籍したことを発表した。

### 学生時代
- 小学校では、1年生の夏休みのラジオ体操で近所の叔父さんが囲碁を教えてくれたのがきっかけで囲碁にハマり6年生まで毎週習っていた[19]。6年生からは、E-girlsが好きな友達に誘われたことがきっかけでダンスを習い始めた。その際に妹も一緒に入会したため地域のイベントなどでは2人でダンスを踊ったりしていた[19][20][49]。次第に妹がセンターを取るようになり、悔しい気持ちから中学3年生でダンススクールは辞めてしまったが、現在は囲碁は趣味・ダンスは特技となった。学校の思い出は学校の持久走大会で1位になったことである[15]。
- 中学校では、2年生の頃からエレガントプロモーションに所属しモデルレッスンに毎週通いながらも、学校では陸上部に入部して短距離走や走り幅跳びをしていた。体を動かすことが好きなことは現在も変わっていなく、週に数回スポーツジムに通うなどして筋トレに励んでいる[50][51]。またバスケットボールやサッカーなどのスポーツ観戦も好きである[22][52]。
- 高校では、1年生の頃にカバーガールエンターテインメント（CGE）に移籍してモデル活動も継続していたが、学業優先に活動していたため高校1年生時の成績は首席であった。3年生では学校内の推薦でいちご姫に選抜され、八女学院高等学校代表としていちご姫コンテストに出場もした[注 7]。また学園祭ではチアリーディングに参加し学生生活を謳歌していた。モデルを目指してレッスンを積んでいたが身長が止まってしまったこともあり、将来は英語を生かせるキャビンアテンダントかグランドスタッフになりたいとも考えていた。

### 憧れの人
- 長谷川潤。小学校6年生の頃に飾らない笑顔で自然体な姿である長谷川潤に憧れモデルになりたいと思うようになった[18][20]。今でも憧れの気持ちは変わっておらず、いつか認知してもらえるような人になるのが目標でもある。
- カバーガールエンターテインメント（CGE）で同時期に所属していた奈緒、今田 美桜。奈緒は作品ごとに違う顔を見せてくれるのでとても尊敬している。今田美桜は同学年でずっと見てきたので追いかけていきたい[16]。
- 石原さとみ。『人を励ます人になりたい』という軸を持って活動しており、ぶれない姿がカッコよく尊敬している[20]。

### 目標
- 誠実、忍耐、真剣を掲げ、多くの人に勇気と元気を与えられるようになることをモットーにしている。
- モデル。身長が止まってしまった時にモデルになる夢は難しいと諦めてしまったが、現在のモデル業界は以前ほど身長制限もなくなってきているため今後は積極的に活動も行っていきたい。また、バラエティーなどジャンルを選ばす色んなことにチャレンジしたい。

## 出演

### モデル
- 眼鏡市場（2018年2月5日）
- アイデアル不動産秋葉原店（2018年6月1日 - 2018年3月31日）[注 8]
- 渋谷駅特大看板モデル（2018年10月8日- 2018年10月14日）[注 9]
- Les Clefs d’or collection（2018年9月16日）
- うえの桜フェスタ2019（2019年3月30日）
- クラウディオ・パンディアーニ（2020年9月1日 - ）
- RUMOR ME PROJECT 2021（2021年6月 - ）[53] - クリエイティブインフルエンサー候補者として参加
- アラジンの魔法（2021年8月18日 - ）- アンバサダー就任 [8][54][55][56]
- ららぽーと公式instagramモデル（2021年11月15日 - ）
- RUMORME japan広告モデル（2021年11月19日 - ）CONDE NASTのHPに掲載
- ファースト写真集『福岡産のあっちゃん』（MotionGalleryのクラウドファンディング期間：2021年12月25日 - 2022年3月14日）[11][12][13][14]
- meeco×ISETAN MAKE UP PARTY 2022 三越伊勢丹化粧品オンラインストア vol.2.3（2022年3月 - 2022年3月21日）
- moa department（2022年4月15日 - 2022年6月20日）　スタイリスト兼モデル
- 八女市茶のくに親善大使（2022年11月1日 - 2024年10月31日 ）
- RAZARISダンス&フィットネス 公式モデル（2023年1月9日 - ）
- MUSEE PLATINUM Presents 札幌コレクション2023 AUTUMN/WINTER　（2023年11月4日）[9][10]
- セカンド写真集〜上京編〜（MotionGalleryのクラウドファンディング期間：2024年4月20日 - 2024年5月20日）7月6日には東京、7月7日には大阪にてお渡し会が開催予定
- 韓国コスメブランドMenthology（メントロジー）の日本公式アンバサダーに就任（2024年5月1日 - ）

### CM・広告
- ALSOK「ALSOKスタジアム」編（2017年10月1日）
- ディズニー「JCBカード10周年記念スペシャルナイトat東京ディズニーシー」（2019年4月9日）
- ピザハット（2019年4月10日）
- ホテル三日月「ジュニアさん夏バージョン」編（2019年7月13日）
- 佐川急便「新卒採用動画　22歳の私から17歳の私へ　仲間」編（2019年7月30日）
- BMW「Service いつまでも変わらない歓びを」（2019年9月1日）
- 日鐵興和不動産「ビジネスをワクワクさせるシェアオフィス」（2020年5月14日）
- 大日本印刷株式会社「DNP感情表現フォントシステム」（2020年8月18日）[注 10]
- 株式会社富匠　TOM HOUSE(モデルハウス)（2022年2月8日 - ） PV、パンフレットにママ役として出演[57]
- くもん出版「くもんカード　一枚のカードから広がる、言葉の世界」（2022年4月3日 - ）
- シューズ愛ランド（2022年9月1日 - ）
- アサデス。ふるさとWish KBC 九州朝日放送（2024年3月4日 - 2024年3月10日）
- 『90秒の旅の記憶』KBC福岡・佐賀放送（2024年6月10日、2024年6月17日）

### テレビ番組
- ものまねグランプリ （2018年12月18日、日本テレビ系）- 福田彩乃のモノマネで出演
- 教えてもらう前と後 （2019年1月22日、TBS系）
- ザ!世界仰天ニュース - 再現VTRで出演 （2019年6月4日、日本テレビ系）
- 今夜くらべてみました「踊らずにいられない女」（2020年9月9日、日本テレビ系）[24][58]
- スイモクチャンネル - （2020年9月24日、BS-TBS）
- 踊る!さんま御殿!!「超特大!さんま御殿!!豪華芸能人&今年の顔が大忘年会SP」「今年話題になった人」編 （2020年12月29日、日本テレビ系）  [59]
- ヒロミ・指原の“恋のお世話始めました”（2021年3月11日、テレビ朝日系、AbemaTV） [31][60]
- 水溜りボンドの青春動画荘（2021年4月16日 - 、AbemaTV）[32][61][62][63][64][65][66][67][68][69][70][71][72][73]
- 7.2 新しい別の窓 （2021年5月2日、AbemaTV）

### 映画
- いつか来ない未来に（2021年11月20日　ネオ熱海ムービー祭にて上演） 主演 - 松山礼央 役 [注 11][43][45]

### 舞台
- 『パセリがすねた』（2021年5月23日‐24日、表参道バンブー）- 塩役 ※5月22日、急性虫垂炎による腹膜炎のため降板と発表 [40][41][42][74]。

### ドラマ
- モブサイコ100 第7話（2018年3月2日、テレビ東京）
- 刑事7人 第7話（2018年8月15日、テレビ朝日系）
- くちびるWANTED （2018年12月18日、AbemaTV）
- ラジエーションハウス 第8話（2019年5月27日、フジテレビ系) - 小児科ナース役
- みなと商事コインランドリー 第8話（2022年8月17日、BSテレ東) - 店員役

### ラジオ
- バリバリMonster （2021年2月28日、FM FUJI）
- オレたちゴチャ・まぜっ!〜集まれヤンヤン〜 （2021年4月25日 -2022年4月17日 、MBSラジオ） - ヤンヤンガールズ13期生
- FM八女　（2023年1月1日）

### ミュージック・ビデオ
- Rin音「April true」- ダンサーの夢を追いかける少女役 - （2021年2月12日）

### イベント
- 秋葉原観光マップ『アド街っぷSweet』- フリーペーパー - (2018,JUN,vol62、2018,SEP,vol65、2018,OCT,vol66発行のフリーペーパーに掲載、2018年6月、秋葉原UDX内 AKIBAICHIのモニターでPR動画)[注 12]
- 参加体感型バトル収録イベント 忍びノ国〜夏の陣（2018年6月30日-8月26日、東京勝どきにて開催、YouTube、yoku、FRESH!、NOKUNiで配信） - 虹の里 紫苑 役